# Julio Calonge
Julio Calonge Ruiz (Valladolid, 1914 - Madrid, 10 de octubre de 2012) fue un lingüista, traductor, editor, profesor de enseñanza secundaria y profesor universitario español, uno de los cuatro fundadores de la Editorial Gredos.

## Biografía
Cursó latín, árabe y Filología clásica en la Universidad de Madrid, ganando la cátedra de lengua y literatura griega en el Instituto San Isidoro de Sevilla. Allí permaneció seis años, tiempo en el que también fue profesor en la Universidad hispalense. Después se estableció definitivamente en Madrid, en el Instituto Isabel la Católica como catedrático de griego. En 1945 fundó, junto con Valentín García Yebra, Hipólito Escolar Sobrino y José Oliveira Bugallo la Editorial Gredos. Durante su etapa en la editorial hasta que los hijos de los fundadores continuaron la actividad empresarial y la posterior compra por el Grupo RBA, Julio Calonge fue el impulsor de la Biblioteca Clásica Gredos, un proyecto que vería la primera publicación en 1977 y que tradujo al español las más importantes obras de la literatura y cultura grecolatina, así como los estudios llevados a cabo por prestigiosos autores clásicos europeos, fundamentalmente. El proyecto, antes de la fusión con RBA, ya había alcanzado las trescientas obras.
Como traductor, destaca su traducción de De bello civili de César (1949), Gorgias de Platón (1951), los Elementos de Lingüística general de André Martinet (1968), del alemán la Historia de Grecia de Hermann Bengtson (publicada en 1986) y del inglés la España Romana de Leonard A. Curchin (publicada en 1987), así como multitud de otros textos. Muchos de sus trabajos están recogidos en Estudios de Lingüística, Filología e Historia, una obra que vio la luz por vez primera en 2005.